# Emil Benecke
Emil Benecke, född 4 oktober 1898 i Magdeburg, död 12 augusti 1945 i Riga, var en tysk vattenpolospelare.
Benecke blev olympisk guldmedaljör i vattenpolo vid sommarspelen 1928 i Amsterdam.